# 賀樂堂
賀樂堂位於四川省自貢市大安區，文物遺址年代判定為清。2012年7月16日公佈為第八批四川省文物保護單位。
賀樂堂位於四川省自貢市大安區牛佛鎮面房街，坐東南向西北，始建於清代，中华民國十年(1921)曾進行過一次維修，占地面積1196平方米，建築面積1050平方米。整座建築平面佈局為四合院，由正殿、戲樓、廂房組成。正殿，磚木結構，面闊11.7米，進深7.2米，通高11米。戲樓，磚木結構，面闊17.8米，進深6.8米，通高8米。右廂房，木結構，面闊7米，進深3.85米，通高6米。賀樂堂屋頂前後左右共有44只簷角，四周牆體均飾有石刻。1931年，川軍旅長廖剛退役後回到牛佛，在賀樂堂設立中國銀行牛佛分行，此系富順縣首家銀行機構。隨著中國銀行牛佛分行的設立，富頗糖坊業的老闆都到牛佛來買賣，富順糖市也因此遷到牛佛。賀樂堂保存完好，對研究自貢清代建築、自貢地區糖坊業的發展，具有重要的參考價值。2009年，賀樂堂被自貢市人民政府公佈為市級文物保護單位。